# Eyja
『eyja』（エイヤ）は、原田知世の18枚目のオリジナル・アルバム。 2009年10月21日にEMIミュージック・ジャパンよりリリースされた。

## 概要
『music & me』以来、約2年ぶりのアルバム。前作に続きプロデューサーはnaomi & goroの伊藤ゴローが担当し、レコーディングはアイスランドと日本の2か所で行われた。アイスランドのミュージシャンのヴァルゲイル・シグルドソン、ムームも参加している。
タイトルの ″eyja″ はアイスランド語で ″島″ の意。アルバムのアートディレクションとデザインは原田の当時の夫・エドツワキが手掛け、ミュージック・ビデオ（MV）の監督も担当。撮影はすべてアイスランドで行われた。CD EXTRA仕様で、M-4「FINE」のMVが収録されている。初回生産限定のみ紙ジャケット仕様、フォトブック付きとなっている。

## 収録曲
1. ハーモニー
  - 作詞：原田知世／作曲・編曲：梅林太郎
2. Giving Tree
  - 作詞：いしわたり淳治／作曲・編曲：伊藤ゴロー
3. us
  - 作詞：原田知世・天辰京子／作曲・編曲：ムーム
4. FINE
  - 作詞：原田知世／作曲・編曲：伊藤ゴロー
5. 黒い犬
  - 作詞：樽湖夫／作曲・編曲：伊藤ゴロー・梅林太郎
6. 夢のゆりかご
  - 作詞・作曲：大貫妙子／編曲：伊藤ゴロー
7. 予感
  - 作詞：原田知世、天辰京子／作曲・編曲：ムーム
8. voice
  - 作詞：原田知世、天辰京子／作曲・編曲：伊藤ゴロー
9. ソバカス
  - 作詞：樽湖夫／作曲：細野晴臣／編曲：伊藤ゴロー
10. marmalade
  - 作詞：原田知世・天辰京子／作曲・編曲：ヴァルゲイル・シグルドソン
11. 青い鳥
  - 作詞：原田知世／作曲・編曲：伊藤ゴロー